# Sylvia De Fanti
Sylvia De Fanti (11 d'agost de 1977) és una actriu italiana. Cofundadora del centre cultural Angelo Mai, va destacar sobretot a l'àmbit teatral fins al 2020 quan va conèixer fama internacional gràcies a la seva interpretació del paper de la Mare Superior de l'Orde de l'Espasa cruciforme a la sèrie de Netflix: Warrior Nun.